# Zwiastowanie (obraz Hansa Memlinga)
Zwiastowanie (niderl. De annunciatie) – obraz olejny na desce niderlandzkiego malarza niemieckiego pochodzenia Hansa Memlinga.

## Opis
Obraz przedstawia scenę, gdy Anioł Gabriel zwiastuje Maryi, iż urodzi Syna Bożego (Łk 1,26-38). Motyw został zaczerpnięty z Ewangelii Łukasza, która jako jedyna ze wszystkich ewangelii opisuje to zdarzenie.
Memling przedstawił Marię w chwili otrzymania nowiny. Jej omdlewające ciało podtrzymują dwaj aniołowie. Nad jej głową unosi się gołębica, symbolizująca Ducha Świętego zstępującego na nią. Lewą ręką kobieta wskazuje na modlitewnik, co sugeruje podporządkowanie się woli Bożej. Archanioł przedstawiony jest w bardzo bogatej czerwonej szacie z licznymi ornamentami roślinnymi oraz z czarnym orłem. W pomieszczeniu malarz umieścił symboliczne odniesienia do zdarzenia: karafkę z wodą oraz białą lilię u dołu obrazu, symbolizujące czystość Marii. Zgaszony knot i świecznik bez świecy mają symbolizować mrok, w jakim znajdował się świat przed narodzeniem się Zbawiciela, który przynosił światło.